# Lega delle Famiglie Polacche
Lega delle Famiglie Polacche (in polacco: Liga Polskich Rodzin - LPR) è un partito politico di orientamento conservatore fondato in Polonia nel 2001.

## Storia
Il partito, costituitosi su iniziativa di Roman Giertych, si presenta per la prima volta alle elezioni parlamentari del 2001, ottenendo l'8% dei voti e 38 seggi. Le liste del partito includono inoltre alcuni rappresentanti di diverse formazioni minori, che, successivamente, costituiranno gruppi parlamentari autonomi: il Movimento per la Ricostruzione della Polonia, il Movimento Cattolico Nazionale, Accordo Polacco e Alleanza per la Polonia (che costituirà il gruppo Movimento Patriottico). Dal partito si scinderà inoltre una nuova formazione, Dom Ojczysty.
In occasione delle elezioni europee del 2004, il partito vede raddoppiare i propri consensi giungendo al 16% dei voti, conquistando 15 seggi e divenendo il secondo partito polacco dietro alla Piattaforma Civica. Alle successive elezioni parlamentari del 2005, l'LPR torna all'8% dei voti con 34 seggi. Il partito sostiene i governi guidati da Diritto e Giustizia (PiS).
Alle elezioni parlamentari del 2007, il partito viene fortemente penalizzato dalla polarizzazione del voto tra i nazionalisti del PiS ed i liberali di Piattaforma Civica. La Lega, infatti, crolla dall'8% all'1,3%, non eleggendo alcun parlamentare.
Il risultato viene confermato in occasione delle elezioni europee del 2009, quando l'LPR, presentandosi nel cartello Libertas, raccoglie l'1,1%.
In vista delle elezioni parlamentari del 2011 l'LPR non si presenta, ma decide di dare il proprio sostegno al Partito Popolare Polacco.

## Ideologia
La Lega è un partito socio-conservatore che raccoglie l'eredità politica di Narodowa Demokracja, partito della Polonia tra le due guerre mondiali. È sostenitore di posizioni cristiano-conservatrici. Si oppone, infatti, alla legalizzazione delle droghe leggere, al riconoscimento delle unioni omosessuali, all'aborto, all'eutanasia. Ciò gli ha assicurato il sostegno della radio cattolica Radio Maryja. Sostiene politiche di deciso intervento statale nell'economia; non ha sostenuto l'intervento militare polacco nel conflitto iracheno, chiedendo il ritiro delle truppe polacche. Ha proposto lo scioglimento del Parlamento Europeo, dopo che l'esponente politico italiano Rocco Buttiglione è stato escluso dal ruolo di commissario europeo alla giustizia per le sue posizioni contro l'omosessualità, da lui definita in quell'occasione "un peccato, ma non un crimine" e un indice di disordine morale.
È stato membro di Indipendenza/Democrazia, il gruppo del Parlamento europeo composto da partiti euroscettici e nazionalisti.

## Risultati elettorali
| Elezione          | Elezione     | Voti      | %     | Seggi    |
| ----------------- | ------------ | --------- | ----- | -------- |
| Parlamentari 2001 | Sejm         | 1.025.148 | 7,87  | 38 / 460 |
| Europee 2004      | Europee 2004 | 969.689   | 15,92 | 10 / 54  |
| Parlamentari 2005 | Sejm         | 940.726   | 7,97  | 34 / 460 |
| Parlamentari 2007 | Sejm         | 209.171   | 1,30  | 0 / 460  |
| Europee 2009      | Europee 2009 | 83.754    | 1,14  | 0 / 50   |
| 1. 2.             |              |           |       |          |